# Náměstí Míru
Náměstí Míru – stacja linii A metra praskiego (odcinek I.A), usytuowana pod placem o tej samej nazwie (plac Pokoju), w dzielnicy Vinohrady.
Stacja została otwarta 12 sierpnia 1978 roku. W latach 1978–1980, do czasu otwarcia odcinka II.A, była stacją końcową linii.
Jest najgłębiej położoną stacją całej sieci (53 m). Została zaprojektowana i zbudowana jako stacja końcowa, jest możliwe także dobudowania nowego wyjścia ze stacji, prowadzącego na ul. Vinohradską. W niedalekiej przyszłości, po wybudowaniu pierwszego odcinka linii D, stacja Náměstí Míru stanie się węzłem przesiadkowym.
Prowadzona w latach 1973–1978 budowa stacji, długiej na 114 m, pochłonęła 303 mln koron. Między stacjami Náměstí Míru i Muzeum wybudowano łącznik linii A i C, którego drugi koniec znajduje się koło stacji I. P. Pavlova. 
Pod koniec lat 90. została całkowicie zrekonstruowana.